# Lizzy Ansinghstraat
De Lizzy Ansinghstraat is een straat in Amsterdam-Zuid. 

## Geschiedenis
Het gebied was eeuwenlang agrarisch gebied, dat in de tweede helft van de 19e eeuw deels werd volgebouwd. De straat is gelegen in de Amsterdamse wijk De Pijp. Deze wijk wordt nog gemakshalve opgedeeld in een Oude Pijp (19e eeuw) en Nieuwe Pijp (20e eeuw) met de grens op de Ceintuurbaan en Sarphatipark. Die grens is voor het verkeer makkelijk aan te houden, maar cultuurtechnisch en architectonisch niet geheel juist. Ten zuiden van die grens ligt nog een strook die in de 19e eeuw is volgebouwd, dan nog door de gemeente Nieuwer-Amstel. Met name in de Oude Pijp moest in de jaren tachtig flink gesaneerd worden; woningen uit de 19 eeuwse revolutiebouw waren opgebruikt. Hier en daar kwamen plukjes nieuwbouw. Voor de Nieuwe Pijp kon meest volstaan worden met renovatie.
Voor beide buurten gold echter dat er ook (delen van) fabrieken en bedrijfsterreinen opgeruimd werden om plaats te maken voor woningbouw. Zo moesten delen van de Heineken Brouwerij in de Oude Pijp plaats maken voor woningen en winkels aan het Marie Heinekenplein. In de Nieuwe Pijp gebeurde iets soortgelijks. De Oude RAI van de RAI Vereniging en een gebouw van de Sociale Dienst/Rijksverzekeringsbank moesten plaats maken voor een Operagebouw. De buurt wenste echter een sporthal en woningen; de buurt kreeg die na veel getouwtrek. In het kader daarvan werd voor de bereikbaarheid de Lizzy Ansinghstraat (vernoemd naar Lizzy Ansingh) en Avercampstraat (Hendrick Avercamp) aangelegd en er kwamen woningen van Hans Wagner (met betonprijs) en Sietze Visser, met name in de noordelijke gevelwand. De zuidelijke gevelwand aan de Lizzy Ansinghstraat kreeg naast een blok woningen een dienstencentrum (kinderboerderij, kinderopvang en medisch) en wat de Sporthal De Pijp zou worden. Alle gebouwen dateren uit de jaren tachtig en staan letterlijk in de schaduw van het eerder gebouwde Okura Hotel. 
Het oostelijk deel is alleen toegankelijk voor voetgangers; het westelijk deel voor alle verkeer.

## Kunst
Ter completering van de wijk mocht kunstenaar Tjoe Fang King een artistiek kunstwerk ontwerpen; hij kwam met een passer aan de hand waarvan een rotonde aangelegd zou kunnen zijn. Afwijkend in de zin van architectuur is een splitskast die gebouwd is tegen het sportcentrum aan. Deze splitskast behoort duidelijk toe aan de ontstaansgeschiedenis van de wijk, maar onduidelijk is of hij er vanaf het begin stond of alleen na de sanering. Ontwerp is van Pieter Lucas Marnette van de Dienst der Publieke Werken, stijl Amsterdamse School, passend bij bouwtijd van de Nieuwe Pijp. In het voetgangersdeel bevinden zich nog enkele stoeptegels met mozaïeken en een illegale muurschildering (gegevens 2023).

## Afbeeldingen

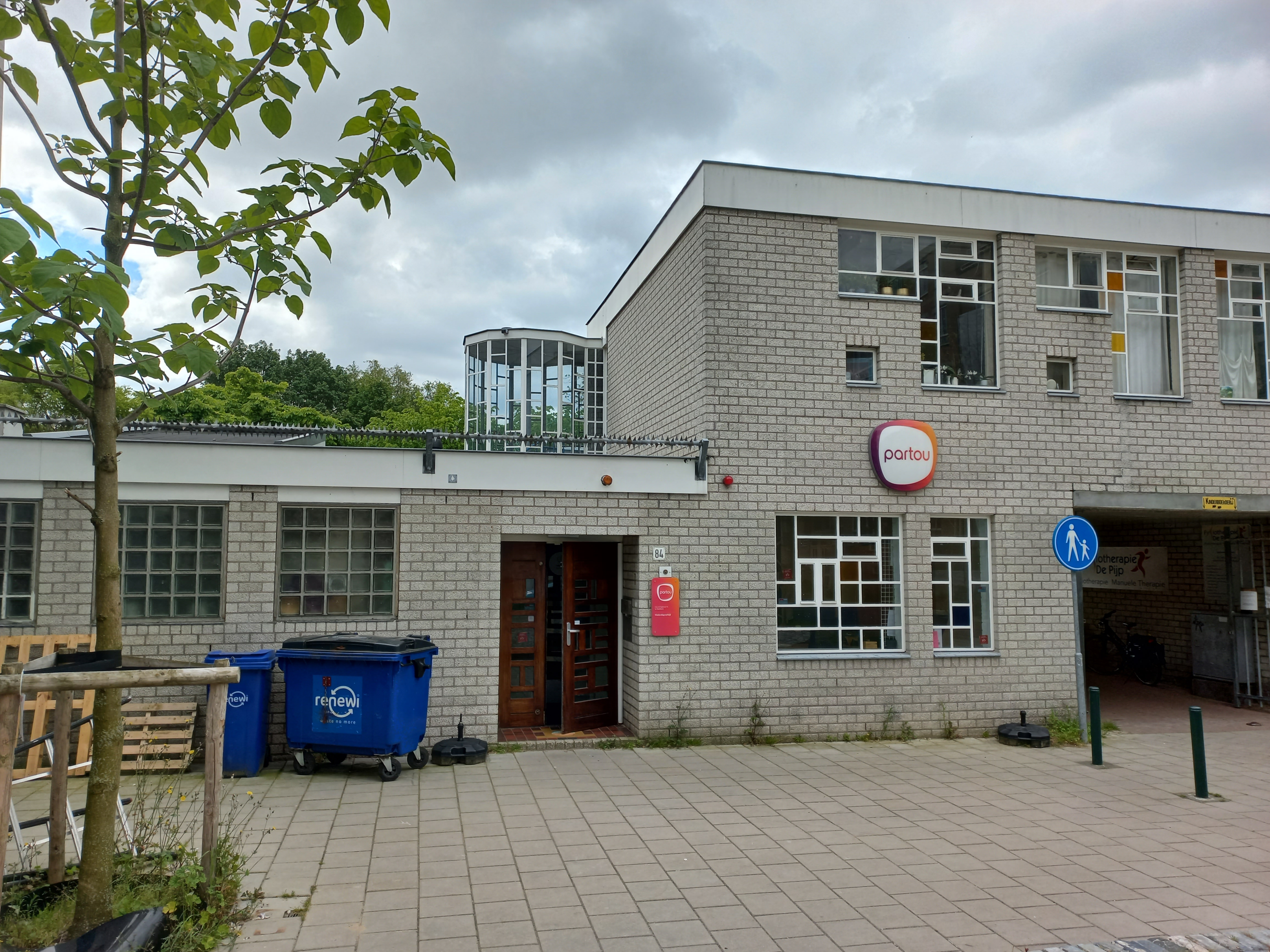
Dienstencentrum (mei 2023)
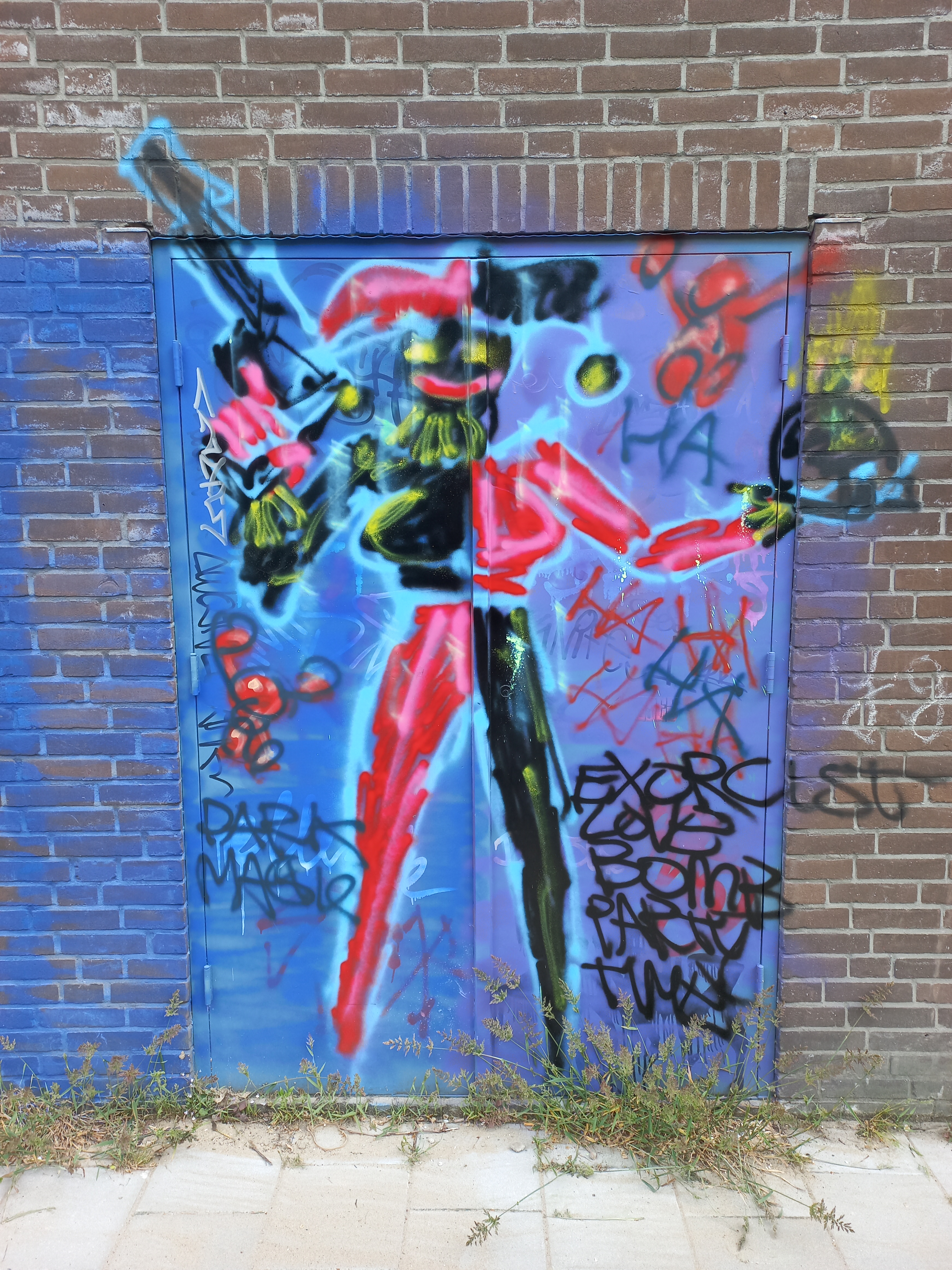
Muurschildering (mei 2023)
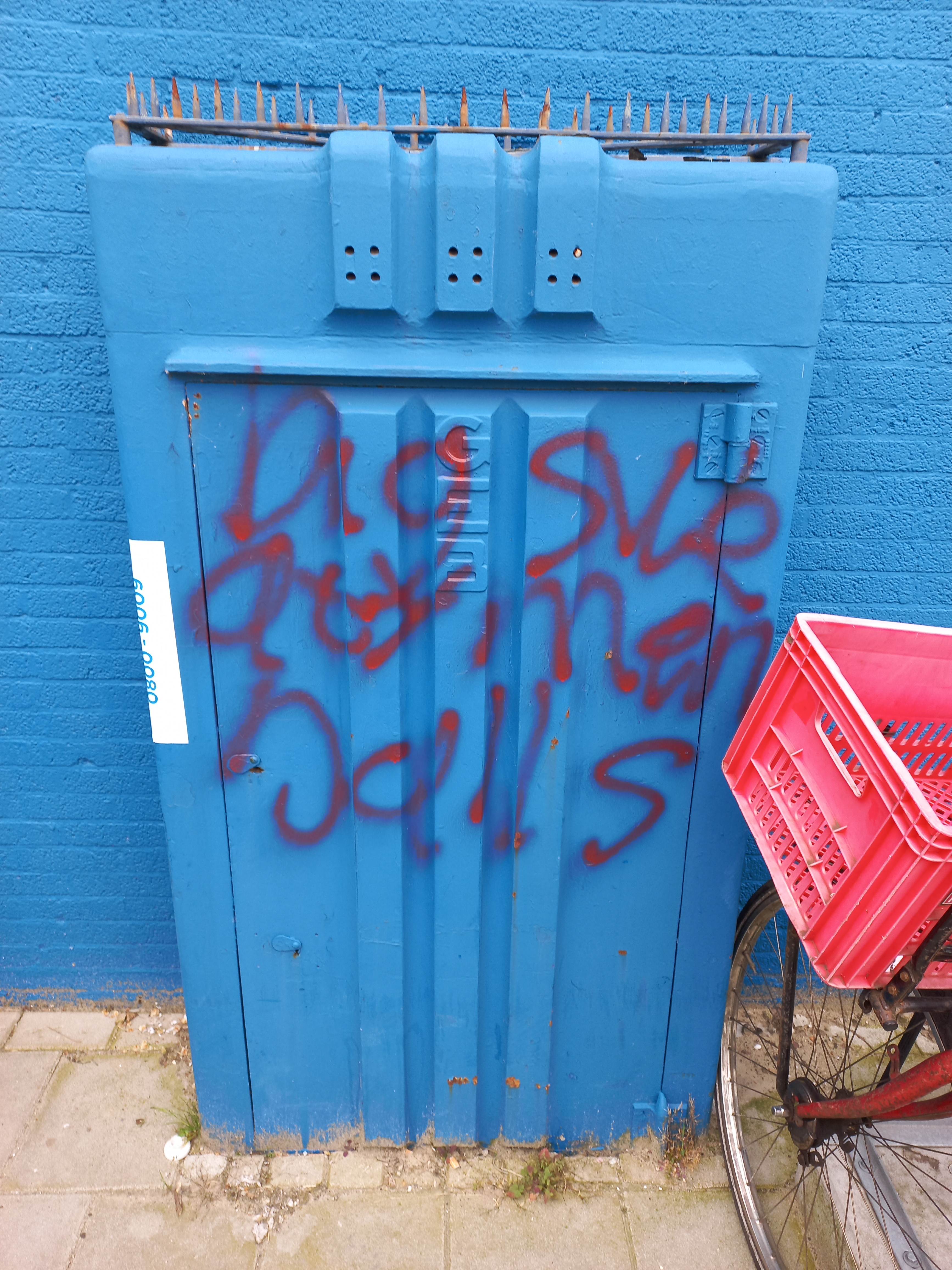
Achtergebleven splitskast (mei 2023)